# Zanzibarská kuchyně

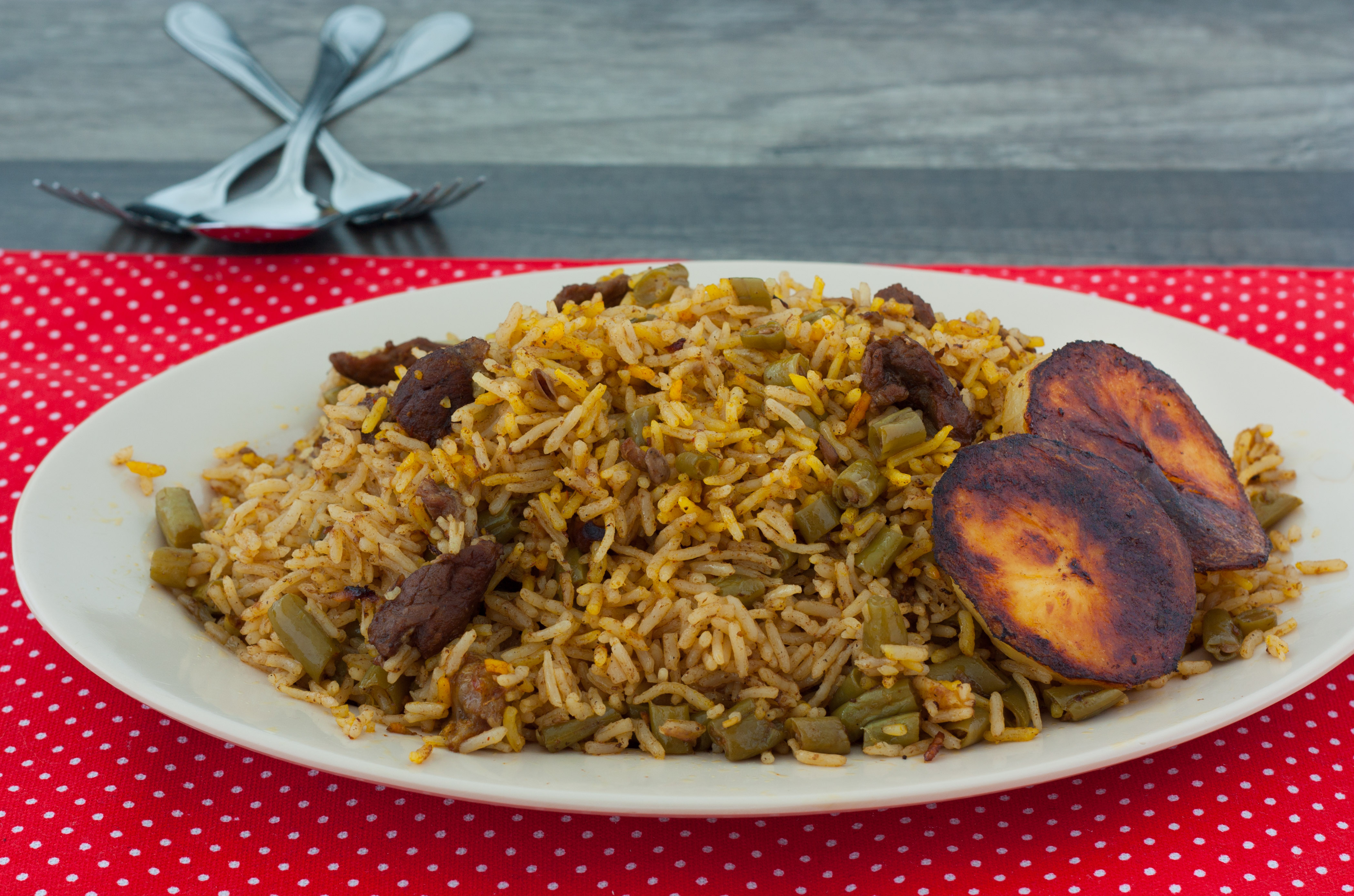
Pilaf

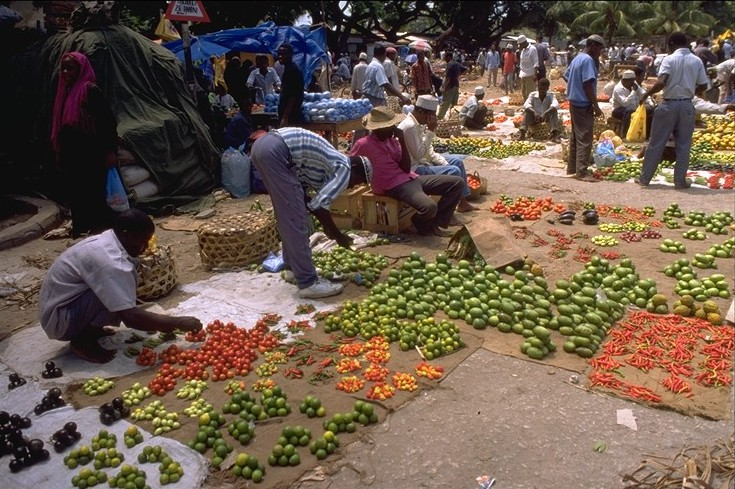
Zelenina prodávaná v zaznizabarském městě Stone Town

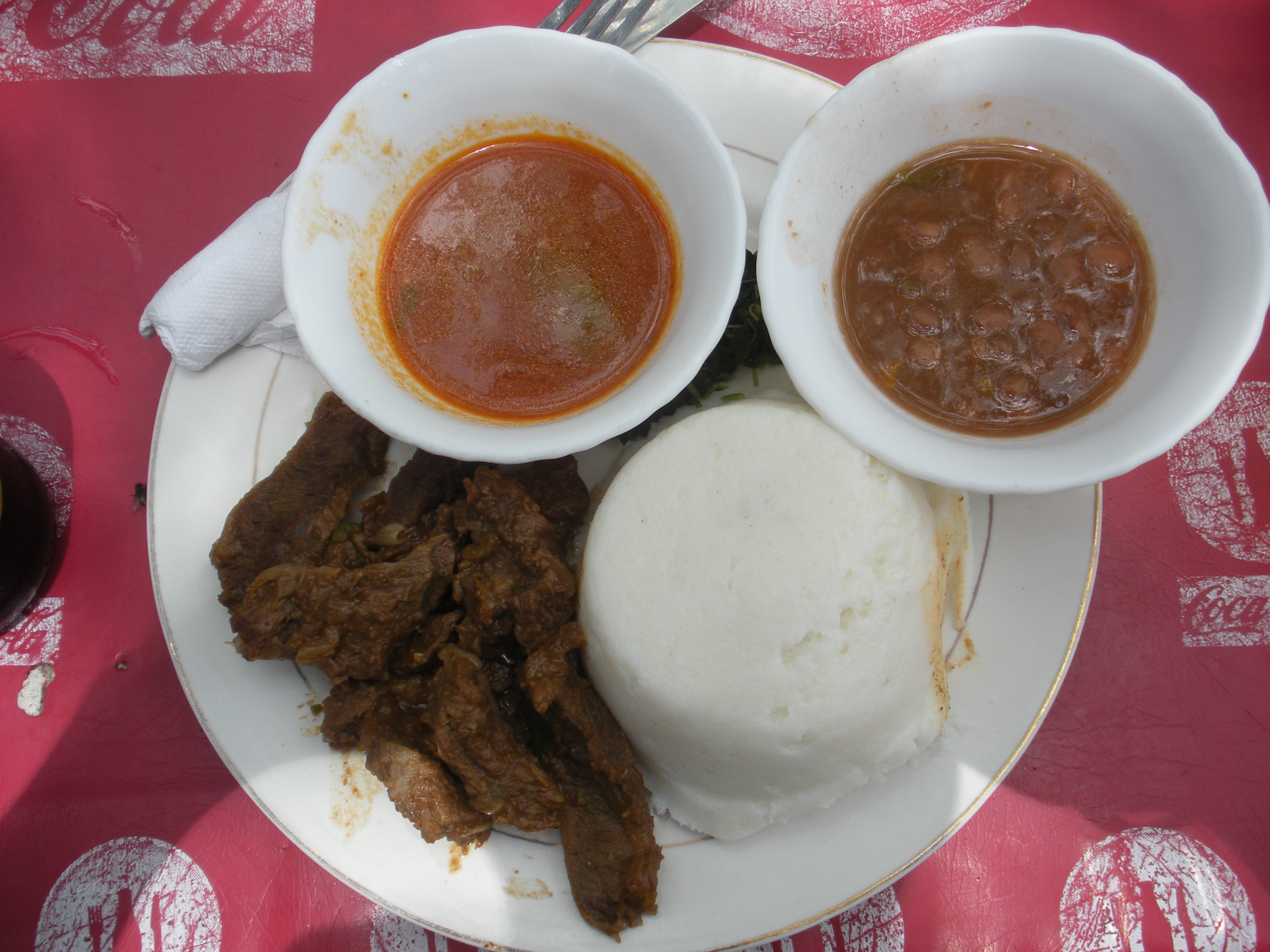
Nyama choma s omáčkami

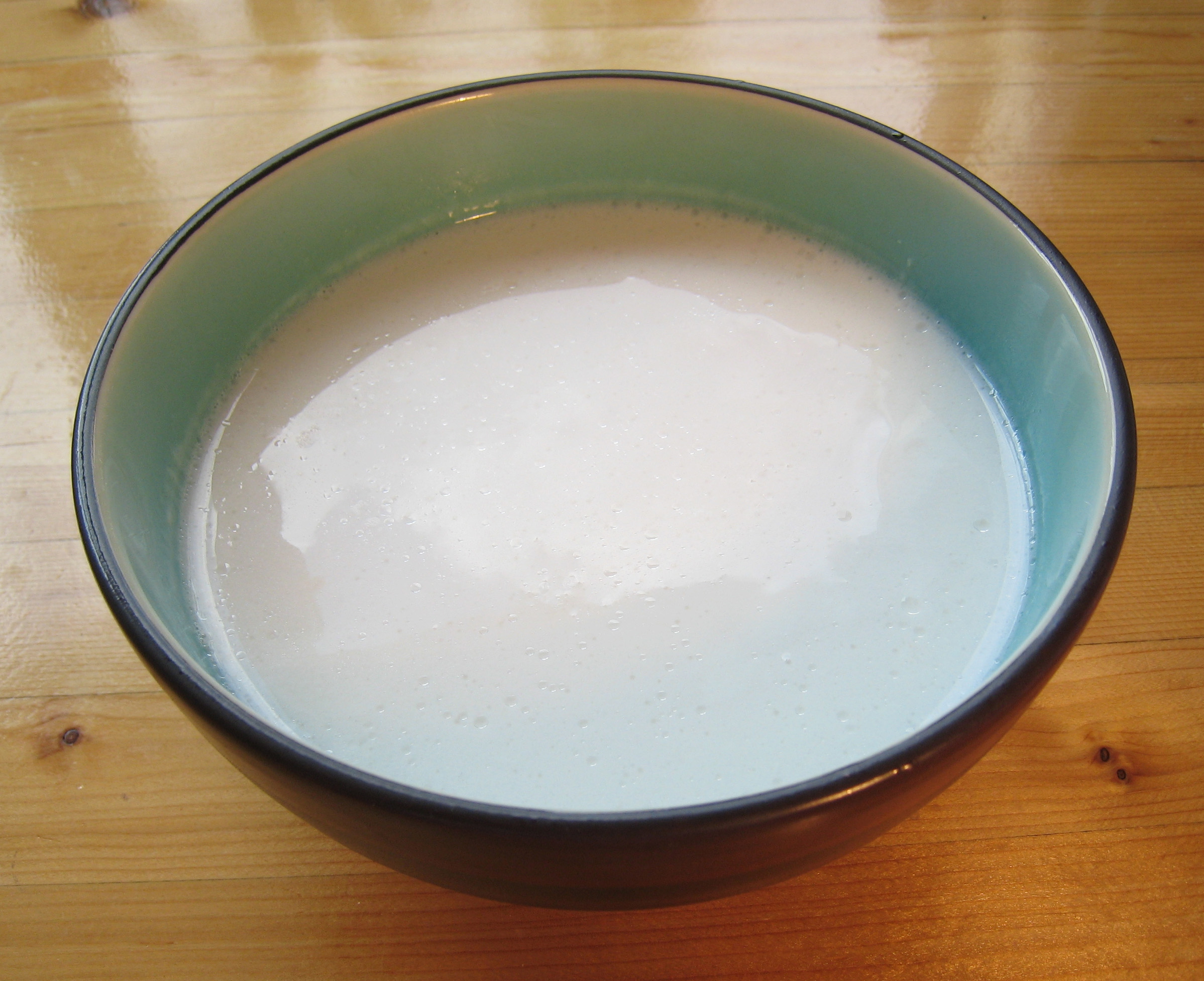
Kokosové mléko

Zanzibarská kuchyně vychází z mnoha vlivů. Původní bantuští obyvatelé Zanzibaru z oblasti Tanganiky byli rybáři, ale pěstovali i fazole, batáty (sladké brambory), maniok nebo plantainy. Od 9. století byl Zanzibar kolonizován Jemenem, Ománem a Persií a to ovlivnilo i místní kuchyni: začalo se používat mnoho nových druhů koření, začaly se pěstovat kokosy, citrusy, manga nebo rýže. Díky této kolonizaci zanzibarskou kuchyni velice ovlivnila i indická kuchyně, na Zanzibar se tak dostalo i kari, čatní nebo biryani. V 16. století Zanzibar kolonizovali i Portugalci, ti na Zanzibar přinesli kukuřici nebo ananas. Později Zanzibar kolonizovali i Němci a Britové, ale jejich kuchyně neměla na zanzibarskou kuchyni tak velký vliv. V poslední době je zanzibarská kuchyně ovlivňována i čínskou kuchyní (používá se sójová omáčka).

## Příklady zanzibarských pokrmů
Příklady zanzibarských pokrmů:
- Pilaf, směs kořeněné rýže a masa, na Zanzibar se rozšířil spolu s arabskou kolonizací. Populární je na Zanzibaru podobný indický pokrm biryani.
- Pweza wa nazi (v překladu chobotnice a kokos), chobotnice vařená v kokosovém mléce
- Žralok, nejčastěji se připravuje s pepřem
- Chléb s datlemi a ořechy, ochucený vanilkou
- Boko-boko, maso vařená v omáčce z rajčat, cibule, zázvoru, chilli a římského kmínu
- Nyama choma, maso grilované na způsob barbecue
- Samakai wa kusonga, karbanátky z ryb
- N´dizi no kastad, pečený banán s vanilkovým pudinkem[3]
- Specialitou Zanzibaru je pizza, zanzibarská pizza se ale od italské pizzy značně liší. Jedná se o těsto, na které se přidá cibule, paprika, maso a vejce, případně také sýr. Tato placka se poté přeloží a smaží se.[4][5][6]

## Příklady zanzibarských nápojů
Příklady zanzibarských nápojů:
- Šťávy z ovoce
- Kokosové mléko
- Káva
- Čaj
- Pivo